# 21192 Seccisergio
21192 Seccisergio è un asteroide della fascia principale. Scoperto nel 1994, presenta un'orbita caratterizzata da un semiasse maggiore pari a 2,4481967 UA e da un'eccentricità di 0,1104020, inclinata di 7,19940° rispetto all'eclittica.